# Hpakant
Hpakant, Hpakan o Phakant (birmano: ဖားကန့် [pʰá ga̰ɰ̃]) es una localidad del Estado Kachin, en el norte de Birmania. Dentro del estado, Hpakant es la capital del municipio homónimo en el distrito de Mohnyin.
En 2014 tenía una población de 60 123 habitantes, algo menos de la quinta parte de la población municipal.
Se ubica a orillas del río Uyu, unos 100 km al oeste de la capital estatal Myitkyina, junto al límite con la vecina región de Sagaing.

## Historia
La localidad se halla en medio de un área inhóspita de jungla donde son frecuentes la malaria, los efectos más desastrosos del monzón y los corrimientos de tierra. De hecho, el topónimo de la localidad viene a significar "corrimiento de tierra" en shan. La localidad fue fundada originalmente como un pequeño pueblo en 1832, pero un corrimiento de tierra hizo que hubiera que volver a refundarla en 1836.
Pese a las dificultades para habitar la zona, a lo largo del siglo XX tuvo un desarrollo urbano en torno a la minería de jade, pues sus minas producen una de las mejores jadeítas del mundo. El gran interés que hay en el país por explotar estas minas pese a las dificultades para habitar la zona, unida a la presencia de grupos armados durante la guerra de Birmania, ha convertido a la ciudad en uno de los mayores centros de delincuencia de Asia, con una situación similar a la de los caóticos poblados mineros del Viejo Oeste estadounidense. Los accidentes en las minas son graves y frecuentes, siendo el más conocido de ellos el que se produjo el 2 de julio de 2020, con casi doscientos muertos.